# Mercedes-Benz Antos
Mercedes-Benz Antos — семейство крупнотоннажных грузовых автомобилей компании Mercedes-Benz, являющееся преемником семейства Axor.

## Описание
Семейство Mercedes-Benz Antos дебютировало в сентябре 2012 года на автосалоне IAA Commercial Vehicles в Ганновере для замены модельного ряда Axor полной массой от 18 до 26 тонн. Все автомобили Antos оснащаются кабинами ClassicSpace с шириной 2,3 м, которые могут быть длинной короткой (S) или средней (М). Кабина со средней длиной также доступна в версии CompactSpace с низкой крышей для автомобилей с рефрежираторными установками.
Модельный ряд семейства Antos включает в себя как шасси под установку специализированных кузовов и рефрижераторов, так и седельные тягачи, при этом предлагается 67 вариантов колёсной базы с расстоянием между осями от 2650 мм до 6700 мм.
Все системы безопасности, включая электронное управление дисковыми тормозами EBS, моторный тормоз, ABS, ASR и систему стабилизации, были унаследованы от Actros. Последнее поколение Active Brake Assist (помощь при торможении) способно полностью задействовать тормоза крупнотоннажника до полной остановки при обнаружении стационарных объектов на траектории движения. Модельный ряд Antos оснащается гаммой двигателей экологического уровня Евро-6, что включает 3 рядных цилиндровых силовых агрегата объёмом 7,7, 10,7 и 12,8 л, мощностью от 238 до 510 л. с. Все дизельные двигатели оснащены системами Common Rail и EGR, а также сажевым фильтром.
Стандартной трансмиссией признали PowerShift3 с 8 скоростями или 12. Также были представлены специальные исполнения «Loader» и «Volumer», которые предназначены или для максимальной грузоподъёмности, или для лёгких объёмных грузов. Версия Volumer обеспечивает максимальную вместимость благодаря очень объёмному грузовому отсеку высотой до 3-х метров. Volumer также отличается пониженной на 80 мм грузовой высотой.

## Двигатели
| Модель                  | Объём                   | Мощность                            | Крутящий момент               | Высокая продуктивность+крутящий момент | Нормы выхлопных газов   |
| Р6 Mercedes-Benz OM 936 | Р6 Mercedes-Benz OM 936 | Р6 Mercedes-Benz OM 936             | Р6 Mercedes-Benz OM 936       | Р6 Mercedes-Benz OM 936                | Р6 Mercedes-Benz OM 936 |
| ----------------------- | ----------------------- | ----------------------------------- | ----------------------------- | -------------------------------------- | ----------------------- |
| 1824                    | 7,7 л                   | 175 кВт (238 л. с.) при 2200 об/мин | 1000 Н*м при 1200—1600 об/мин | —                                      | EU 6                    |
| 1827                    | 7,7 л                   | 200 кВт (272 л. с.) при 2200 об/мин | 1100 Н*м при 1200—1600 об/мин | —                                      | EU 6                    |
| 1830                    | 7,7 л                   | 220 кВт (299 л. с.) при 2200 об/мин | 1200 Н*м при 1200—1600 об/мин | —                                      | EU 6                    |
| 1832                    | 7,7 л                   | 235 кВт (320 л. с.) при 2200 об/мин | 1300 Н*м при 1200—1600 об/мин | —                                      | EU 6                    |
| 1835                    | 7,7 л                   | 260 кВт (354 л. с.) при 2200 об/мин | 1400 Н*м при 1200—1600 об/мин | —                                      | EU 6                    |
| Р6 Mercedes-Benz OM 470 |                         |                                     |                               |                                        |                         |
| 1833                    | 10,7 л                  | 240 кВт (326 л. с.) при 1800 об/мин | 1700 Н*м при 1100 об/мин      | —                                      | EU 6                    |
| 1836                    | 10,7 л                  | 265 кВт (360 л. с.) при 1800 об/мин | 1800 Н*м при 1100 об/мин      | —                                      | EU 6                    |
| 1839                    | 10,7 л                  | 290 кВт (394 л. с.) при 1800 об/мин | 1900 Н*м при 1100 об/мин      | —                                      | EU 6                    |
| 1843                    | 10,7 л                  | 315 кВт (428 л. с.) при 1800 об/мин | 2100 Н*м при 1100 об/мин      | —                                      | EU 6                    |
| Р6 Mercedes-Benz OM 471 |                         |                                     |                               |                                        |                         |
| 1842                    | 12,8 л                  | 310 кВт (421 л. с.) при 1800 об/мин | 2100 Н*м при 1100 об/мин      | 200 Н*м 23 кВт (31 л. с.)              | EU 5, EEV, EU 6         |
| 1845                    | 12,8 л                  | 330 кВт (449 л. с.) при 1800 об/мин | 2200 Н*м при 1100 об/мин      | 200 Н*м 23 кВт (31 л. с.)              | EU 5, EEV, EU 6         |
| 1848                    | 12,8 л                  | 350 кВт (476 л. с.) при 1800 об/мин | 2300 Н*м при 1100 об/мин      | 200 Н*м 23 кВт (31 л. с.)              | EU 6                    |
| 1851                    | 12,8 л                  | 375 кВт (510 л. с.) при 1800 об/мин | 2500 Н*м при 1100 об/мин      | —                                      | EU 5, EEV, EU 6         |